# 운천초등학교 (충북)
운천초등학교는 대한민국 충청북도 청주시에 있는 초등학교다.

## 학교 연혁
- 1972. 09. 01. 청주운천초등학교 설립인가
- 1974. 06. 26. 개교식 거행(8학급)
- 1984. 03. 10. 병설유치원 개원(1학급)
- 2012. 03. 27. 청주시청 학교 숲 조성 MOU 체결
- 2012. 12. 13. 2012년 多 행복한 학교 우수학교 표창
- 2012. 12. 11. 2013년 충북 영재교육 우수 운영기관 표창
- 2014. 01. 13. 2013년 연구학교 운영 평가 우수학교 표창
- 2015. 02. 16. 제41회 졸업식(109명) 총 9264명 졸업
- 2015. 03. 01. 26학급 편성(특수1학급 포함)
- 2015. 03. 01. 제18대 김종식 교장선생님 취임